# 루스타크
루스타크(아랍어: ٱلرُّسْتَاق, Ar-Rustāq 알루스타크[*])는 오만 북부 남바티나주에 있는 마을이자 윌라야(구)이다.

## 같이 보기
- 동아라비아